# Jenůfa
Jenůfa (titre original en tchèque : Její pastorkyňa) est un opéra en trois actes composé par Leoš Janáček entre 1894 et 1904 sur un livret écrit par le compositeur, s'inspirant de la pièce Její pastorkyňa (Sa belle-fille) de Gabriela Preissová et créé au Divadlo na Veveří de Brno, le 21 janvier 1904.
Il s'agit d'une tragique histoire d'infanticide et de repentance, dont le réalisme des sentiments humains et l'intensité dramatique sont aussi célèbres dans l'opéra que dans la pièce dont il s'inspire. « Ce drame lourd et étrange se déroule dans une atmosphère de quotidienneté banale qui, loin de l'affaiblir, en fait ressortir la profonde humanité. L'écriture de Janáček a le pouvoir d'épouser toutes les circonstances des actes de la vie, des plus insignifiants comme des plus exceptionnels. On ne sait trop si c'est la musique qui coule dans la vie ou si, au contraire, c'est la vie qui investit chaque note, chaque motif ».
L'œuvre est aujourd'hui jouée dans sa version originale, bien que sa popularité fût autrefois largement due à la réorchestration de Karel Kovařovic, directeur de l'Opéra de Prague. Ainsi modifiée, Jenůfa reçut à l'époque un accueil très favorable lors de sa reprise le 24 mai 1916 à Prague, puis dans le monde entier. Il fallut attendre 70 ans pour que la partition originale de Janáček soit à nouveau jouée.

## Composition
La composition de Jenůfa fut très longue, de mars 1894 à janvier 1903, époque à laquelle Janáček s'intéresse à l'ethnomusicologie. Selon Milena Černohorská, le compositeur aurait sacrifié des ébauches et même des versions déjà avancées. Effectivement, ses théories se précisaient de jour en jour, dans le tâtonnement, de sorte que ce qu'il avait pu ébaucher était constamment remis en cause. Dans cette période de douze ans qui sépare Début d'une romance (1891) de la fin de Jenůfa, seul Amarus (1897) indique un bouleversement important et l'affirmation d'un sens dramatique exceptionnel.
Její pastorkyňa, la pièce en trois actes de Gabriela Preissová (1862-1946), fut jouée pour la première fois à Prague le 9 novembre 1890, puis à Brno en février 1892. La pièce est très révélatrice de l'époque où l'on venait de mettre à la mode une littérature régionaliste de caractère naturaliste. C'est sans doute là que Janáček la vit, alors qu'il devait connaître la pièce depuis le début de 1891 puisqu'il avait déjà collaboré avec Preissová pour Début d'une romance. En 1893, Janáček demande la permission d'adapter la pièce. Malgré le refus de Preissová, il établit le livret en 1895 et innove en gardant le style prosaïque. Jenůfa n'est pas un opéra « folklorisant » mais chacun y parle le langage de son rang dans des situations données. « L'essentiel, dit Janáček, dans une œuvre dramatique est de créer une mélodie du parler derrière laquelle apparaisse, comme par miracle, un être humain placé dans une phase concrète de sa vie. » Notons qu'à cette époque Janáček ne pouvait connaître Pelléas et Mélisande de Claude Debussy qui date de 1902, ni Salomé de Richard Strauss, daté de 1905, ni même la Louise de Gustave Charpentier, qu'il ne verra à Prague qu'au printemps 1903. Rien, aucun ouvrage lyrique, n'a pu servir de modèle à Janáček.
Janáček avait déjà traité le thème de la jalousie dans une pièce chorale composée en 1888, inspiré d'un texte populaire : Žárlivec (le Jaloux). Le poème raconte qu'un brigand, blessé, tua sa bien-aimée pour qu'elle ne pût appartenir à un autre après sa mort. Pensant sans doute à l'ouverture de son prochain opéra, Janáček écrit, dès 1894, un tableau symphonique intitulé Žárlivost (Jalousie) dans lequel court une citation du thème chromatique de son propre chœur.
Janáček aurait terminé le premier acte en 1897, le deuxième fin 1901-juillet 1902 et fin 1902-début 1903 pour le troisième acte.

## Premières et réception
Tout naturellement, l'opéra aurait dû être représenté à Prague. Malheureusement, le 15 janvier 1887, Janáček avait rendu compte en termes peu flatteurs d'une œuvre de jeunesse de Karel Kovařovic et sur sa manière de diriger. Kovařovic était devenu depuis directeur de l'Opéra de Prague et il retarde l'audition de l'opéra à Prague. Faute de mieux, les répétitions commencent à Brno le 12 novembre 1903. La première a lieu au Divadle na Veveří (Théâtre sur Veveří) de Brno, le 21 janvier 1904. À cinquante ans, Janáček connaît un immense succès.
| rôle                                                            | voix          | distribution de la première, 21 janvier 1904 (direction: C. M. Hrazdira) |
| --------------------------------------------------------------- | ------------- | ------------------------------------------------------------------------ |
| Jenůfa                                                          | soprano       | Marie Kabeláčová                                                         |
| Laca Klemeň                                                     | ténor         | Alois Staněk-Doubravský                                                  |
| Števa Buryja                                                    | ténor         | Bohdan Procházka                                                         |
| Kostelnička Buryjovka                                           | soprano       | Leopoldina Hanusová-Svobodová                                            |
| Grand-mère Buryjovka                                            | Contralto     | Věra Pivoňková                                                           |
| Stárek                                                          | baryton       | Karel Benýško                                                            |
| le maire                                                        | basse         | Alois Pivoňka                                                            |
| l'épouse du maire                                               | mezzo-soprano | Ema Kučerová                                                             |
| Karolka                                                         | mezzo-soprano | Růžena Kasperová                                                         |
| Chœur: Recrues, servantes, jeunes filles, villageois, musiciens |               |                                                                          |

Malgré les excellentes critiques, Karel Kovařovic refuse l'opéra à Prague, tout en promettant de se rendre à Brno pour assister à une représentation — mais ne s'y rend pas. Son ami Jan Herben, qui avait collaboré à Rákós Rákóczy, intervient en faveur de Jenůfa quand le Théâtre National monte Rádhošt, un opéra « pittoresque » morave de l'obscur Nešvera.. Rien n'y fait et Kovařovic continue à faire le sourd. Janáček fait appel à Gustav Mahler à l'automne 1904, invitant le prestigieux directeur de l'Opéra de vienne à venir assister à une représentation à Brno. Il le fait par l'intermédiaire du ministre pour les pays de Bohême, le baron Ottokar Pražak (lettre du 5 décembre 1904). Mahler répond courtoisement, en homme soucieux de sa charge, mais, dans l'impossibilité de se déranger, il demande à son collègue de Brno de lui envoyer la partition de piano avec le texte en allemand. Malheureusement, comme ce matériel n'existe pas à l'époque, on n'en parle plus. Entre-temps, Jenůfa est donné à Ostrava le 25 septembre 1906.
Ce n'est qu'à la suite d'efforts extraordinaires d'amis et d'admirateurs de Janáček que Kovařovic accepte Jenůfa pour Prague, en stipulant alors qu'il doit « arranger » l'œuvre. Cet arrangement consiste en quelques réorchestrations et en un assez grand nombre de petites coupes, souvent d'une mesure ou deux seulement. Pour cet arrangement, il perçoit des royalties. La première a lieu le 24 mai 1916. L'opéra est un triomphe à Prague.
Le 16 février 1918 voit sa création à Vienne mais avec des modifications demandées par le chef d'orchestre Hugo Reichenberger. L'œuvre était encore plus trahie par la mise en scène mais le triomphe était si grand que l'opéra reste à l'affiche après octobre 1918, c'est-à-dire après la défaite et le détachement des pays tchèques de l'Empire.
Il faut attendre la création à Berlin par Erich Kleiber, en 1926, pour que Jenůfa prenne son véritable envol international.

## Personnages
- Rôles principaux
  - Kostelnička Buryjovka, sacristine du village - Soprano
  - Jenůfa Buryja, sa belle-fille (fillâtre) - Soprano
  - Števa Buryja, petit-fils de Starenka Buryjovka et héritier du moulin - Ténor
  - Laca Klemeň, ouvrier au moulin et demi-frère de Števa - Ténor
- Seconds rôles
  - Stařenka Buryjovka, la grand-mère, propriétaire du moulin - Contralto
  - Stárek, contremaître au moulin - Baryton
  - Le maire du village - Basse
  - La femme du maire - Mezzo-soprano
  - Karolka, la fille du maire - Mezzo-soprano
- Autres rôles
  - Jano, jeune ouvrier au moulin - Soprano
  - Barena, servante au moulin - Soprano
  - Pastuchyňa, une servante - Mezzo-soprano
  - La tante - Contralto
  - Conscrits, serviteurs, jeunes filles, villageois et musiciens.

Kostelnička Buryjovka porte son nom du fait qu'elle est marguillière, c'est-à-dire gardienne de l'église, fonction très honorifique dans un village. C'est une femme qui en impose. Elle est sévère, autoritaire, pieuse, à principes. Elle est typique de Moravie, et Auguste Rodin, lors d'un voyage avec Janáček en 1902, fut très impressionné par le caractère très souverain de ces femmes-juges de village. Cette veuve est le centre de ce petit monde avec la puissance morale que lui donne sa position de « femme d'église ».
Laca est un homme mélancolique, un orphelin qui, privé de tendresse, reproche à Stařenka Buryjovka de lui préférer son petit-fils légitime, Števa Buryja.
Števa Buryja est bravache, coureur de jupons, porté sur la boisson.

## Arias célèbres
- Dans un instant (Kostelnička)
- La prière de Jenůfa (Jenůfa)

## Synopsis
Dans un village de la Moravie du XIXe siècle.
L'intrigue de l'opéra est basée sur des relations familiales complexes entre les descendants de Grand-mère Buryja, propriétaire du moulin, et les villageois. En effet, avant l'épisode que l'opéra dépeint, on apprend que Buryja a autrefois eu deux fils qui se sont mariés, ont eu des enfants, puis sont morts. L’aîné, propriétaire du moulin de la famille, avait épousé la veuve Klemeň, qui avait déjà un fils, Laca ; de leur union naît Števa Buryja. Le second fils de Grand-mère Buryja, Toma, a eu de sa première épouse une fille qui s'appelle Jenůfa ; après la mort de la mère de Jenůfa, il a épousé Kostelnička (ce qui veut dire « femme du bedeau »). Selon la coutume, seul Števa en sa qualité de fils légitime de l'aîné des frères héritera du moulin, alors que son demi-frère Laca et sa cousine Jenůfa devront gagner leur propre vie.

### Acte I
Au moulin de la vieille Buryja. Les premiers jours d'été, le jour de l'appel pour le régiment. Jenůfa, Laca et Grand-mère Buryja attendent le retour au moulin de Števa (le xylophone simule le tic-tac du moulin). Jenůfa est amoureuse de Števa et porte en secret son enfant. Elle craint que son amant n'ait été obligé de rejoindre l'armée en ce jour de conscription. Laca, amoureux de sa cousine Jenůfa, nourrit une haine amère contre la position confortable d'héritier dont jouit son demi-frère; par jalousie, il a également enfoui des vers dans le romarin que Jenůfa a planté pour son mariage avec Števa. Tout en se plaignant, il joue avec son couteau, et, trouvant la lame émoussée, le confie au meunier pour qu'il l'aiguise.
Le contremaître du moulin annonce à la famille que Števa n'a finalement pas été enrôlé, à la plus grande joie de Jenůfa et à la plus grande déception de Laca. Tous quittent la scène sauf Jenůfa qui attend, l'âme légère, le retour de son amant. Le voici d'ailleurs qui revient accompagné d'un groupe de soldats, complètement ivre et vantant ses prouesses auprès des filles. Alors que les musiciens, à sa demande, se mettent à jouer un air folklorique (c'est un des rares moments où Janáček sacrifie au pittoresque villageois), il entraîne misérablement Jenůfa dans une danse grotesque.
Kostelnička apparaît soudain faisant cesser la musique et glaçant l'assemblée. Choquée par le comportement de Števa, elle le sermonne en public et lui interdit alors de se marier avec sa belle-fille tant qu'il ne sera pas resté sobre une année durant. Les soldats et la famille refluent, laissant seuls Števa et Jenůfa. Celle-ci l'implore de l'aimer, mais lui, n'ayant pas connaissance de la maternité de Jenůfa, incapable de soutenir une conversation sérieuse, lui retourne quelques banalités en lui caressant la joue avant de la quitter.
Laca revient, toujours aussi amer, les a espionnés. Il tente d'entraîner Jenůfa à critiquer Števa, mais celle-ci prend la défense de son amant en dépit de tout. Laca enrage d'imaginer que Števa ne la considérera jamais, si ce n'est pour ses jolies joues roses. Et, de colère incontrôlée, il s'empare de son couteau et lacère la joue de Jenůfa.

### Acte II
Quelques mois plus tard dans la maison de Kostelnička, c'est l'hiver. Les volets sont clos, même durant la journée. Kostelnička a annoncé au village que Jenůfa est entrée en service à Vienne. En réalité, elle la cache ainsi que le fils de Števa dont elle a accouché il y a une semaine. Elle ne peut pas les dissimuler longtemps. Jenůfa est épuisée mais son enfant la rend si heureuse. Števa, ne s'est plus montré depuis l'été ! Kostelnička lui a demandé de venir aujourd'hui. Elle donne une potion soporifique à Jenůfa. Tandis que sa belle-fille dort, Kostelnička implore Števa de prendre ses responsabilités, de sauver l'honneur de Jenůfa qui est aussi le sien. Ce dernier rétorque à sa tante qu'il pourvoira en secret aux besoins de la mère et du bébé, car personne ne doit savoir qu'il en est le père. En effet, son amour pour Jenůfa est mort le jour où Laca l'a défigurée ; et depuis, Števa s'est engagé auprès de Karolka, la jolie fille du maire. Števa sort.
Laca entre chez Kostelnička. Épuisée, celle-ci lui dévoile le secret entourant le bébé et la couardise de Števa. Laca, toujours amoureux de Jenůfa souhaite l'épouser mais avoue être réticent à l'idée de prendre sous son aile le fils de son rival. Entrevoyant une porte de sortie, Kostelnička prétend alors que le bébé est mort peu après sa naissance et que la trace du déshonneur n'existe plus. Laca quitte alors la maison pour aller faire publier les bans.
Maintenant seule, Kostelnička réalise alors la portée de son mensonge et la terrible situation dans laquelle elle vient de se plonger. Jenůfa dort et Laca va revenir dans quelques instants. Acculée et déchirée entre la sauvegarde de son honneur et le bonheur de sa belle-fille elle prend alors l'effroyable décision de supprimer l'enfant. Dans un état quasi-second, elle subtilise le bébé et sort dans le froid mordant de la nuit.
Jenůfa se réveille, la tête lourde, cherche son fils, mais la porte est fermée. Elle chante une prière pour son enfant. Kostelnička revient et lui annonce qu'elle est restée inconsciente quelques jours, victime d'une fièvre, et que son enfant est mort. Elle lui révèle également la lâcheté de Števa. Jenůfa est effondrée. Mais soudain, Laca revient, réconforte la jeune fille et lui propose de l'épouser. Touchée bien que n'éprouvant aucun sentiment envers lui, Jenůfa accepte.

### Acte III
Deux mois plus tard, voici venu le printemps et le jour des noces. Alors que l'on apprête la mariée, on découvre une Kostelnička ravagée, rongée par son hideux mensonge, qui n'est plus que l'ombre d'elle-même. Laca regorge d'attention pour sa promise et lui annonce l'arrivée prochaine de Števa, avec lequel il s'est réconcilié. Tiens, le voilà justement qui vient présenter ses vœux, accompagné de la fille du maire, sa future femme. Deux couples bien différents: la simplicité des premiers contraste avec l'élégance un peu tapageuse des autres. Quatre personnes, dans l'assistance, partagent un lourd secret : la naissance et la mort d'un enfant, mais ignorent qu'il s'agit d'un meurtre, sauf la meurtrière. La noce se prépare: des personnages pittoresques entrent, endimanchés. Costumes chatoyants des jeunes filles qui chantent pour les mariés — deuxième musique « pittoresque » de Janáček — respectant ainsi le rite traditionnel de la noce. Le maire est là, un peu ridicule, sa femme fait des épates, critiquant la sobriété vestimentaire de Jenůfa.
Alors qu'un groupe de jeunes filles enrubannées dansent et chantent pour fêter le bonheur des promis, un villageois arrive soudain épouvanté. Il explique qu'avec le dégel, l'on a découvert le corps d'un nourrisson noyé sous la glace du ruisseau. Jenůfa crie son désespoir lorsqu'elle reconnaît les langes de son bébé. Interloquée, la foule découvre qu'il s'agit de l'enfant secret de Jenůfa et bientôt, les soupçons du meurtre se tournent vers elle. Alors que les villageois s'apprêtent à se jeter sur la jeune mariée pour la châtier, Laca la défend et Kostelnička sort de sa torpeur, avoue son crime à la surprise de tous. Elle reste la Kostelnička mais sous un jour de vérité nouveau et inconnu. La froide et autoritaire marguillière impose le respect dans l'erreur commise, dans son orgueil criminel, dans son amour fort et insoupçonné pour Jenůfa. Elle reste grande, face au maire couard, sa pécore de femme et à l'insignifiance de Karolka qui s'empresse de rompre avec Števa. Kostelnička implore alors sa fille adoptive de lui pardonner. Jenůfa, pourtant remplie de douleur, comprend alors que le geste de sa marâtre, bien qu'inqualifiable, était une forme d'amour gauchi envers elle; elle lui pardonne avant que le maire ne remette Kostelnička aux autorités.
Puis, seule avec Laca, consciente du déshonneur qui frappe sa famille, Jenůfa propose d'annuler leur mariage et de se séparer. Mais le jeune homme lui renouvelle le témoignage de son amour et lui propose un nouveau commencement …